# Stade Renard de Melong
El Stade Renard de Melong es un equipo de fútbol de Camerún que juega en la Primera División de Camerún, máxima categoría de fútbol en el país.

## Historia
Fue fundado en la aldea del Melong del departamento de Moungo y pasó sus primeros años en la categoría regional de Camerún hasta que en la temporada 2016 logran ascender a la Segunda División de Camerún luego de la descalificación del Sable FC.
El club gana el título de la segunda categoría en su año de debut y logra el ascenso a la Primera División de Camerún por primera vez en su historia.

## Palmarés
- Copa de Camerún: 1

2019
- Supercopa de Camerún: 1

2019
- Segunda División de Camerún: 1

2016

## Jugadores

### Jugadores destacados
- Mathurin Kameni[5]

## Entrenadores

### Entrenadores destacados
- Jena Pierre Ngwe